# وزنه‌برداری در المپیک تابستانی ۲۰۲۴ – ۵۹ کیلوگرم زنان
مسابقات وزنه‌برداری ۵۹ کیلوگرم زنان، یکی از وزن‌های رشته وزنه‌برداری در المپیک ۲۰۲۴ پاریس بود. این مسابقات روز ۸ اوت ۲۰۲۴ در نمایشگاه پورت دو ورسای پاریس برگزار شد.

## رکوردها
تا پیش از این دوره از مسابقات، رکورد وزنه‌برداری در این وزن به شرح زیر بود.
پیش از این رقابت، رکوردهای جهانی و المپیک موجود به شرح زیر بود.
| رکورد جهانی  | یک ضرب | کیم ایل گیونگ (PRK) | ۱۱۱ کیلوگرم | هانگژو, چین    | ۲ اکتبر ۲۰۲۳    |  |
| رکورد جهانی  | دو ضرب | کو سینگ چون (TPE)   | ۱۴۰ کیلوگرم | پاتایا, تایلند | ۲۱ سپتامبر ۲۰۱۹ |  |
| رکورد جهانی  | مجموع  | لو شیفانگ (CHN)     | ۲۴۸ کیلوگرم | فوکت, تایلند   | ۳ آوریل ۲۰۲۴    |  |
|              |        |                     |             |                |                 |  |
| رکورد المپیک | یک ضرب | کو سینگ چون (TPE)   | ۱۰۳ کیلوگرم | توکیو, ژاپن    | ۲۷ ژوئیه ۲۰۲۴   |  |
| رکورد المپیک | دو ضرب | کو سینگ چون (TPE)   | ۱۳۳ کیلوگرم | توکیو, ژاپن    | ۲۷ ژوئیه ۲۰۲۴   |  |
| رکورد المپیک | مجموع  | کو سینگ چون (TPE)   | ۲۳۶ کیلوگرم | توکیو, ژاپن    | ۲۷ ژوئیه ۲۰۲۴   |  |

رکوردهای زیر در این دوره توسط ورزشکاران ثبت شد.
| دسته  | ورزشکار              | رکورد جدید  | مدل |
| ----- | -------------------- | ----------- | --- |
| یک‌ضرب | کامیلا کونوتاپ (UKR) | ۱۰۴ کیلوگرم | ر.ک |
| یک‌ضرب | لو شیفانگ (CHN)      | ۱۰۵ کیلوگرم | ر.ک |
| یک‌ضرب | مود شارون (CAN)      | ۱۰۶ کیلوگرم | ر.ک |
| یک‌ضرب | لو شیفانگ (CHN)      | ۱۰۷ کیلوگرم | ر.ک |
| دوضرب | لو شیفانگ (CHN)      | ۱۳۴ کیلوگرم | ر.ک |
| مجموع | لو شیفانگ (CHN)      | ۲۴۱ کیلوگرم | ر.ک |

## نتایج
| رتبه | ورزشکار            | کشور         | یک‌ضرب (کیلوگرم) | یک‌ضرب (کیلوگرم) | یک‌ضرب (کیلوگرم) | یک‌ضرب (کیلوگرم) | دوضرب (کیلوگرم) | دوضرب (کیلوگرم) | دوضرب (کیلوگرم) | دوضرب (کیلوگرم) | مجموع   |
| رتبه | ورزشکار            | کشور         | ۱               | ۲               | ۳               | نتیجه           | ۱               | ۲               | ۳               | نتیجه           | مجموع   |
| ---- | ------------------ | ------------ | --------------- | --------------- | --------------- | --------------- | --------------- | --------------- | --------------- | --------------- | ------- |
| 1    | لو شیفانگ          | چین          | ۱۰۱             | ۱۰۵             | ۱۰۷             | ۱۰۷ ر.ک         | ۱۲۹             | ۱۳۴             | ۱۳۷             | ۱۳۴ ر.ک         | ۲۴۱ ر.ک |
| 2    | مود شارون          | کانادا       | ۱۰۱             | ۱۰۴             | ۱۰۶             | ۱۰۶             | ۱۲۶             | ۱۳۰             | ۱۳۲             | ۱۳۰             | ۲۳۶     |
| 3    | کو سینگ چون        | چین تایپه    | ۱۰۳             | ۱۰۵             | ۱۰۵             | ۱۰۵             | ۱۳۰             | ۱۳۰             | ۱۳۷             | ۱۳۰             | ۲۳۵     |
| ۴    | آنیلین ونگاس       | ونزوئلا      | ۹۷              | ۱۰۰             | ۱۰۲             | ۱۰۲             | ۱۲۲             | ۱۲۸             | ۱۳۴             | ۱۲۸             | ۲۳۰     |
| ۵    | رافیاتو لاوال      | نیجریه       | ۱۰۰             | ۱۰۳             | ۱۰۳             | ۱۰۰             | ۱۲۵             | ۱۲۷             | ۱۳۰             | ۱۳۰             | ۲۳۰     |
| ۶    | الرن آندو          | فیلیپین      | ۱۰۰             | ۱۰۰             | ۱۰۲             | ۱۰۰             | ۱۳۰             | ۱۳۰             | ۱۳۰             | ۱۳۰             | ۲۳۰     |
| ۷    | کامیلا کونوتاپ     | اوکراین      | ۱۰۴             | ۱۰۶             | ۱۰۶             | ۱۰۴             | ۱۲۳             | ۱۲۹             | ۱۳۲             | ۱۲۳             | ۲۲۷     |
| ۸    | جِنِس گومز           | مکزیک        | ۹۲              | ۹۲              | ۹۵              | ۹۵              | ۱۱۴             | ۱۱۹             | ۱۲۲             | ۱۲۲             | ۲۱۷     |
| ۹    | دورا تکاکونته      | فرانسه       | ۹۵              | ۹۸              | ۱۰۰             | ۹۸              | ۱۱۵             | ۱۱۸             | —               | ۱۱۵             | ۲۱۳     |
| ۱۰   | متی ساسر           | جزایر مارشال | ۹۴              | ۹۴              | ۹۴              | ۹۴              | ۱۱۰             | ۱۱۵             | ۱۱۸             | ۱۱۵             | ۲۰۹     |
| ۱۱   | لوکرتسیا ماگیستریس | ایتالیا      | ۹۶              | ۹۶              | ۱۰۰             | ۹۶              | ۱۱۱             | ۱۱۲             | ۱۱۲             | ۱۱۲             | ۲۰۸     |
| —    | ینی آلوارز         | کلمبیا       | ۱۰۱             | ۱۰۳             | ۱۰۵             | ۱۰۵             | ۱۳۰             | ۱۳۲             | ۱۳۲             | —               | DNF     |